# Ali Partovi
Ali Partovi (ur. 1972 w Teheranie) – amerykański informatyk i przedsiębiorca pochodzenia irańskiego, anioł biznesu.

## Życiorys
Uzyskał magisterium z dziedziny informatyki na Uniwersytecie Harvarda.
Współzałożył organizację edukacyjną Code.org oraz start-upy iLike oraz LinkExchange; pierwszy z wymienionych start-upów został przejęty w 2009 roku przez Myspace, natomiast LinkExchange został w 1998 roku przejęty przez Microsoft za 265 mln USD. W latach 1998–2000 Partovi pracował w przedsiębiorstwie Microsoft, następnie związany był z Myspace, gdzie w kwietniu 2010 roku objął funkcję doradcy strategicznego.

## Życie prywatne
Brak bliźniak Hadiego. Rozwiedziony, ma troje dzieci.